# Le Buret
Pour les articles homonymes, voir Buret.
Le Buret est une commune française, située dans le département de la Mayenne en région Pays de la Loire, peuplée de 313 habitants.
La commune fait partie de la province historique du Maine.

## Géographie
La commune est située dans le Sud-Mayenne.

### Communes limitrophes
| Meslay-du-Maine        | La Cropte | Préaux                |
| Meslay-du-Maine        | Buret     | Beaumont-Pied-de-Bœuf |
| Saint-Charles-la-Forêt | Bouère    | Beaumont-Pied-de-Bœuf |

### Climat
Pour des articles plus généraux, voir Climat des Pays de la Loire et Climat de la Mayenne.
En 2010, le climat de la commune est de type climat océanique dégradé des plaines du Centre et du Nord, selon une étude du CNRS s'appuyant sur une série de données couvrant la période 1971-2000. En 2020, Météo-France publie une typologie des climats de la France métropolitaine dans laquelle la commune est exposée à un climat océanique et est dans la région climatique  Moyenne vallée de la Loire, caractérisée par une bonne insolation (1 850 h/an) et un été peu pluvieux. 
Pour la période 1971-2000, la température annuelle moyenne est de 11,4 °C, avec une amplitude thermique annuelle de 13,8 °C. Le cumul annuel moyen de précipitations est de 724 mm, avec 12 jours de précipitations en janvier et 6,6 jours en juillet. Pour la période 1991-2020, la température moyenne annuelle observée sur la station météorologique de Météo-France la plus proche, sur la commune de Grez-en-Bouère à 5 km à vol d'oiseau, est de 12,0 °C et le cumul annuel moyen de précipitations est de 740,5 mm,. Pour l'avenir, les paramètres climatiques de la commune estimés pour 2050 selon différents scénarios d'émission de gaz à effet de serre sont consultables sur un site dédié publié par Météo-France en novembre 2022.

## Urbanisme

### Typologie
Au 1er janvier 2024, Le Buret est catégorisée commune rurale à habitat dispersé, selon la nouvelle grille communale de densité à sept niveaux définie par l'Insee en 2022.
Elle est située hors unité urbaine et hors attraction des villes,.

### Occupation des sols
L'occupation des sols de la commune, telle qu'elle ressort de la base de données européenne d’occupation biophysique des sols Corine Land Cover (CLC), est marquée par l'importance des territoires agricoles (97,3 % en 2018), une proportion identique à celle de 1990 (97,3 %). La répartition détaillée en 2018 est la suivante : 
terres arables (62,8 %), prairies (29,9 %), zones agricoles hétérogènes (4,6 %), forêts (1,8 %), espaces verts artificialisés, non agricoles (0,9 %). L'évolution de l’occupation des sols de la commune et de ses infrastructures peut être observée sur les différentes représentations cartographiques du territoire : la carte de Cassini (XVIIIe siècle), la carte d'état-major (1820-1866) et les cartes ou photos aériennes de l'IGN pour la période actuelle (1950 à aujourd'hui).

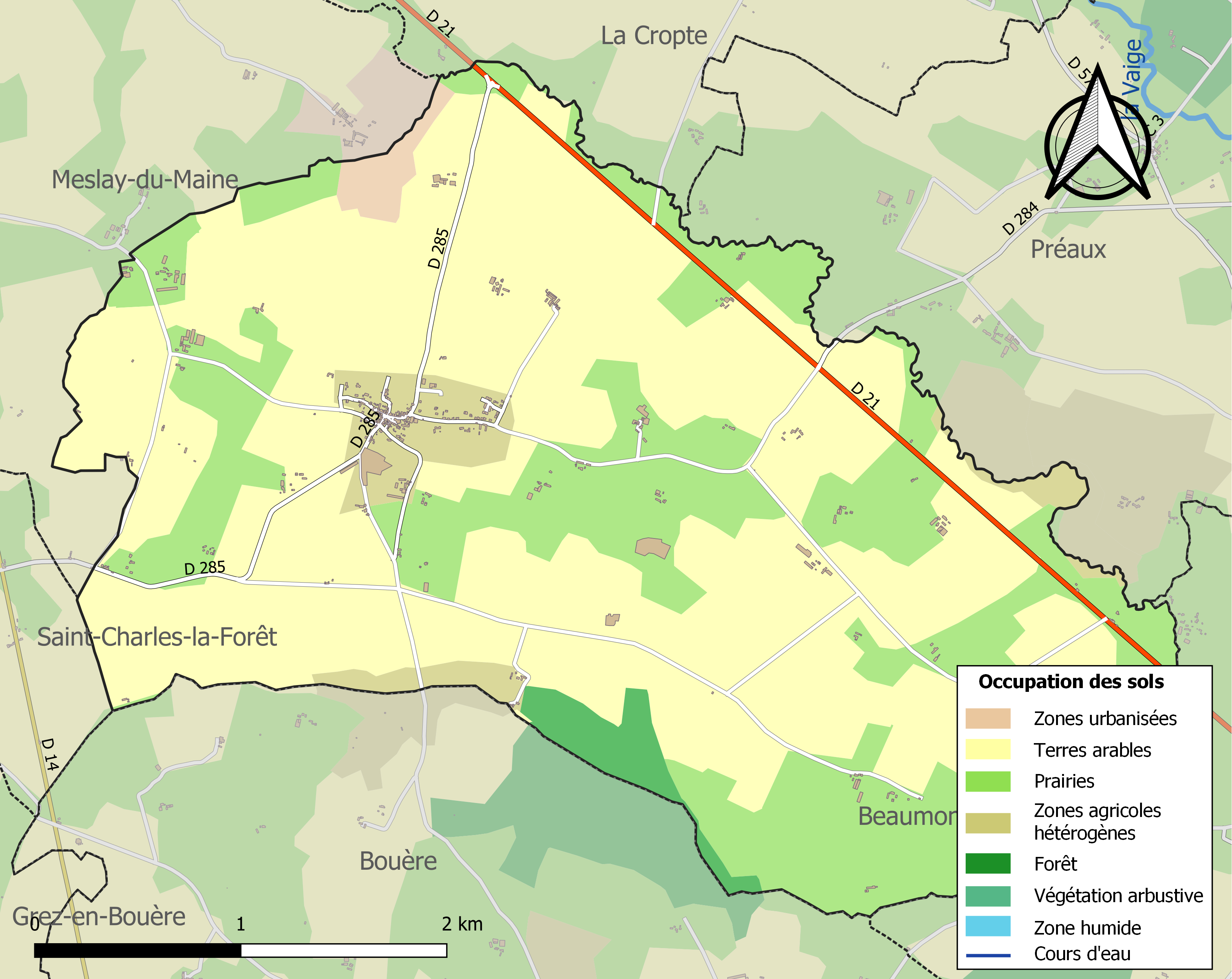
Carte des infrastructures et de l'occupation des sols de la commune en 2018 (CLC).

## Histoire
Contrairement à la plupart des communes de l'arrondissement de Château-Gontier, Le Buret ne faisait pas partie de l'Anjou, mais du Maine. La paroisse était néanmoins située dans le pays d'élection de La Flèche.

## Politique et administration
| Période                                  | Période        | Identité          | Étiquette | Qualité              |
| ---------------------------------------- | -------------- | ----------------- | --------- | -------------------- |
| avant 1981                               | après 1983     | Rémi Gelot        | PS        |                      |
| ?                                        | 2000           | Jacky Legeay      |           |                      |
| 2000                                     | décembre 2004  | Bernard Souvestre |           | Agriculteur          |
| janvier 2005                             | mars 2014      | Marcel Houdu      | SE        | Agriculteur retraité |
| mars 2014                                | septembre 2018 | Ludovic Pennel    | SE        | Chargé d'études      |
| septembre 2018                           | En cours       | Didier Catillon   | SE        |                      |
| Les données manquantes sont à compléter. |                |                   |           |                      |

## Population et société

### Démographie
L'évolution du nombre d'habitants est connue à travers les recensements de la population effectués dans la commune depuis 1793. Pour les communes de moins de 10 000 habitants, une enquête de recensement portant sur toute la population est réalisée tous les cinq ans, les populations de référence des années intermédiaires étant quant à elles estimées par interpolation ou extrapolation. Pour la commune, le premier recensement exhaustif entrant dans le cadre du nouveau dispositif a été réalisé en 2007.
En 2022, la commune comptait 313 habitants, en évolution de +1,29 % par rapport à 2016 (Mayenne : −0,73 %, France hors Mayotte : +2,11 %).
| 1793 | 1800 | 1806 | 1821 | 1831 | 1836 | 1841 | 1846 | 1851 |
| ---- | ---- | ---- | ---- | ---- | ---- | ---- | ---- | ---- |
| 782  | 591  | 728  | 729  | 753  | 730  | 707  | 689  | 728  |

| 1856 | 1861 | 1866 | 1872 | 1876 | 1881 | 1886 | 1891 | 1896 |
| ---- | ---- | ---- | ---- | ---- | ---- | ---- | ---- | ---- |
| 698  | 623  | 570  | 514  | 520  | 501  | 504  | 488  | 487  |

| 1901 | 1906 | 1911 | 1921 | 1926 | 1931 | 1936 | 1946 | 1954 |
| ---- | ---- | ---- | ---- | ---- | ---- | ---- | ---- | ---- |
| 476  | 475  | 430  | 379  | 367  | 360  | 384  | 380  | 353  |

| 1962 | 1968 | 1975 | 1982 | 1990 | 1999 | 2006 | 2007 | 2012 |
| ---- | ---- | ---- | ---- | ---- | ---- | ---- | ---- | ---- |
| 333  | 334  | 259  | 251  | 254  | 255  | 302  | 309  | 307  |

| 2017 | 2022 | - | - | - | - | - | - | - |
| ---- | ---- | - | - | - | - | - | - | - |
| 309  | 313  | - | - | - | - | - | - | - |

## Culture locale et patrimoine

### Lieux et monuments
- Plan d'eau, notamment pour la pêche.
- L'église Saint-Martin, reconstruite au XIXe siècle[20].